# Godehard Kipp
Godehard Kipp (* 12. Oktober 1939 in Memmingen; † 7. Mai 2021) war ein deutscher Althistoriker.

## Leben
Nach dem Abitur in Bonn studierte er Geschichte, Kunstgeschichte und Germanistik zunächst in Bonn und danach in Innsbruck. Dort war er vier Jahre als wissenschaftliche Hilfskraft am Institut für Alte Geschichte tätig. An der Universität Innsbruck wurde er 1973 bei Franz Hampl und Ingomar Weiler mit der Arbeit „Studien zur frühgriechischen Kultpraxis unter besonderer Berücksichtigung methodischer Gesichtspunkte“ promoviert. Danach war er als Universitätsassistent am Institut für Alte Geschichte tätig. Er habilitierte 1991 ebenda mit der Arbeit „Die Entstehung von Pflanzenanbau und Viehzucht nach den Vorstellungen der Antike. Beiträge zum entwicklungsgeschichtlichen Denken der Alten, besonders der Griechen. Wissenschaftsgeschichtliche Prolegomena zu einer neuen wissenschaftlichen Theorie der Entstehung produktiver Subsistenzweisen“. Er war zunächst Assistenzprofessor und ab 1997 außerordentlicher Professor. Am 1. Dezember 2004 ging er in den Ruhestand.
Seine Forschungsschwerpunkte waren die Religions- und Geistesgeschichte der Antike, Frauen- und Geschlechtergeschichte, Sozial- und Kulturanthropologie und Sozialgeschichte des frühen Christentums.

## Schriften
- Studien zur frühgriechischen Kultpraxis unter besonderer Berücksichtigung methodischer Gesichtspunkte (= Dissertation Universität Innsbruck 1973).
- Die Entstehung von Pflanzenanbau und Viehzucht nach den Vorstellungen der Antike. Beiträge zum entwicklungsgeschichtlichen Denken der Alten, besonders der Griechen. Wissenschaftsgeschichtliche Prolegomena zu einer neuen wissenschaftlichen Theorie der Entstehung produktiver Subsistenzweisen (= Habilitationsschrift Universität Innsbruck 1991).
- Geschichte und Medizin, Forschungsberichte – Fachgespräche. Dokumentation zur internationalen Tagung "Geschichte und Medizin". 5. Dornbirner Geschichtstage, 9. bis 12. Juni 1999